# I Murphy
I Murphy (titolo originale: Jinxed ) è un film per la televisione statunitense del 2013, diretto da Stephen Herek. La storia segue le disavventure della famiglia Murphy, afflitta da una sfortuna che si tramanda da generazioni. Il cognome "Murphy" venne scelto per sottolineare il legame con la celebre Legge di Murphy, che afferma che "tutto ciò che può andare storto, andrà storto". Questo tema della sfortuna è centrale nella narrazione, rendendo le peripezie dei protagonisti sia comiche che toccanti.

## Trama
Meg Murphy è la giovane protagonista di una delle famiglie più sfortunate del mondo. Dopo che la loro casa crolla per l'ennesima volta e gli albergatori rifiutano di ospitarli per paura della loro sfortuna, Meg e la sua famiglia decidono di trascorrere l'estate a Harvest Hills, dalla nonna Murphy. Inizialmente riluttante, Meg cambia idea quando incontra Brett, un affascinante ragazzo del posto che la invita al gran ballo, ma deve anche affrontare Ivy, una compagna di scuola che non sopporta.
Stanca di vivere sotto l'ombra di questa maledizione, Meg desidera liberarsene una volta per tutte. Scoprendo il diario del suo bis-bis-nonno, apprende che cento anni prima Tommy Murphy, il suo antenato, era considerato il ragazzo più fortunato del mondo. Tuttavia, durante un ballo, un bacio accidentale con un'altra ragazza provoca la furia di Caitlin O'Leary, una strega che maledisse Tommy e tutti i suoi discendenti con una sfortuna perpetua. Meg scopre anche dell'esistenza di una moneta magica in grado di spezzare il sortilegio e decide di recuperarla con l'aiuto del fratello Charlie.
Dopo un'avventura notturna nel museo locale, i due ragazzi riescono a trovare la moneta. Tuttavia, Meg scopre che per liberarsi della maledizione deve consegnarla a Ivy. Alla sera del ballo, realizza che Brett e Ivy sono cugini e decide di dare la moneta a Brett, poiché basta affidarala a un membro della famiglia O'Leary per rompere il maleficio. Con la sfortuna finalmente alle spalle, Meg vince anche un viaggio nel Grand Canyon.
Il giorno seguente, però, Meg si sveglia felice solo per scoprire che la sfortuna si è trasferita su Brett e i suoi parenti. Determinata a rimediare, corre da Brett per riavere la moneta. Arrivata lì, scopre che Ivy si è trasferita da lui perché anche la sua casa è crollata. Dopo aver chiarito i malintesi con Ivy, le due ragazze si precipitano da Brett, che sta scalando un campanile per una cerimonia.
In cima al campanile, Meg spiega a Brett la situazione e riesce a riprendersi la moneta. Ma proprio in quel momento viene colpita da un fulmine e sta per cadere; Brett interviene prontamente per salvarla e i due si scambiano un bacio romantico. Alla fine del film, Meg parte con la sua famiglia per il viaggio vinto, mentre Brett e Ivy corrono via quando un laccio dei bagagli provoca un nuovo disastro.
La mattina seguente, Meg si sveglia contenta per il fatto di essersi finalmente liberata della maledizione, ma in famiglia non sembrano molto felici in quanto la sfortuna non se ne è andata definitivamente, ma si è soltanto trasferita su Brett e i suoi parenti. La ragazza, allora, cerca di rimediare, correndo a casa di Brett per farsi restituire la moneta. 
Una volta arrivata, le apre la porta Ivy, la quale la informa che si è trasferita dal cugino in quanto la sua abitazione è crollata. Dopo un colloquio chiarificatore fra le due, corrono insieme da Brett, il quale si trova a scalare il campanile per la cerimonia conclusiva delle feste di Harvest Hills, per evitare che venga colpito dalla sfortuna. 
Giunta sul campanile, Meg spiega la situazione a Brett e si fa ridare la moneta. In quel momento viene colpita da un fulmine e sta per cadere, ma interviene prontamente il ragazzo che la salva e si scambiano un tenero bacio. Successivamente Meg parte con la sua famiglia per il viaggio che aveva vinto. Brett e Ivy passano quindi a salutarla ma, mentre stanno partendo, un laccio dei bagagli si slega, dei fulmini iniziano a cadere e Brett e Ivy corrono via.

## Personaggi
- Meg Murphy, interpretata da Ciara Bravo, doppiata da Valentina Pallavicino. È la protagonista del film, stanca della maledizione che affligge la sua famiglia e determinata a liberarsene. Si innamora di Brett O'Leary.
- Brett O'Leary, interpretato da Jack Griffo, doppiato da Alessandro Capra. È un giovane di Harvest Hills che si innamora di Meg. È discendente di Caitlin O'Leary e cugino di Ivy Murray.
- Ivy Murray, interpretata da Elena Kampouris, doppiata da Katia Sorrentino.  Inizialmente è la peggior nemica di Meg, soprannominandola "Uragano Meg" per gli incidenti che le accadono. In seguito, comprende che questi eventi sono causati dalla maledizione e si riconcilia con Meg, diventando la sua migliore amica.
- Mrs. Murphy, interpretata da Keegan Connor Tracy, doppiata da Alessandra Karpoff. È la madre di Meg e le insegna che, nonostante la maledizione, può comunque trovare la felicità.
- Mark Murphy, interpretato da Donavon Stinson, doppiato da Matteo Zanotti. È il padre di Meg, impiegato in un'azienda che testa prodotti per verificarne i difetti.
- Charlie Murphy, interpretato da Jacob Bertrand, doppiato da Annalisa Longo. È il fratello minore di Meg, noto sul web come, franaboy, per i video dei suoi disastri con lo skateboard.
- Nonno Murphy, interpretato da Jay Brazeau, doppiato da Riccardo Peroni. È il nonno di Meg, che vive con la maledizione da più tempo e ha adattato la sua casa per resistere agli imprevisti.
- Tommy Murphy, interpretato da Burkely Duffield, doppiato da Marco Benedetti. È l'antenato di Meg su cui viene lanciata la maledizione cento anni prima da Caitlin O'Leary.
- Caitlin O'Leary, interpretata da Andrea Brooks. È la strega che, delusa dal comportamento di Tommy Murphy al gran ballo, lancia la maledizione su di lui e su tutti i suoi discendenti, inclusa Meg e la sua famiglia.